# バイヤー
バイヤー (buyer) とは、何かしらの形で商品を仕入れ、支払う者のこと。買い手、買人とも称する。
卸売業や小売業において、仕入れや調達の担当する者を指す。